# Magnus, hertig av Östergötland
Magnus, född 25 juli 1542 på Stockholms slott, död 20 juni 1595 på Kungsbro, var en svensk prins och hertig av Östergötland. Han var son till Gustav Vasa och dennes andra gemål drottning Margareta.

## Biografi

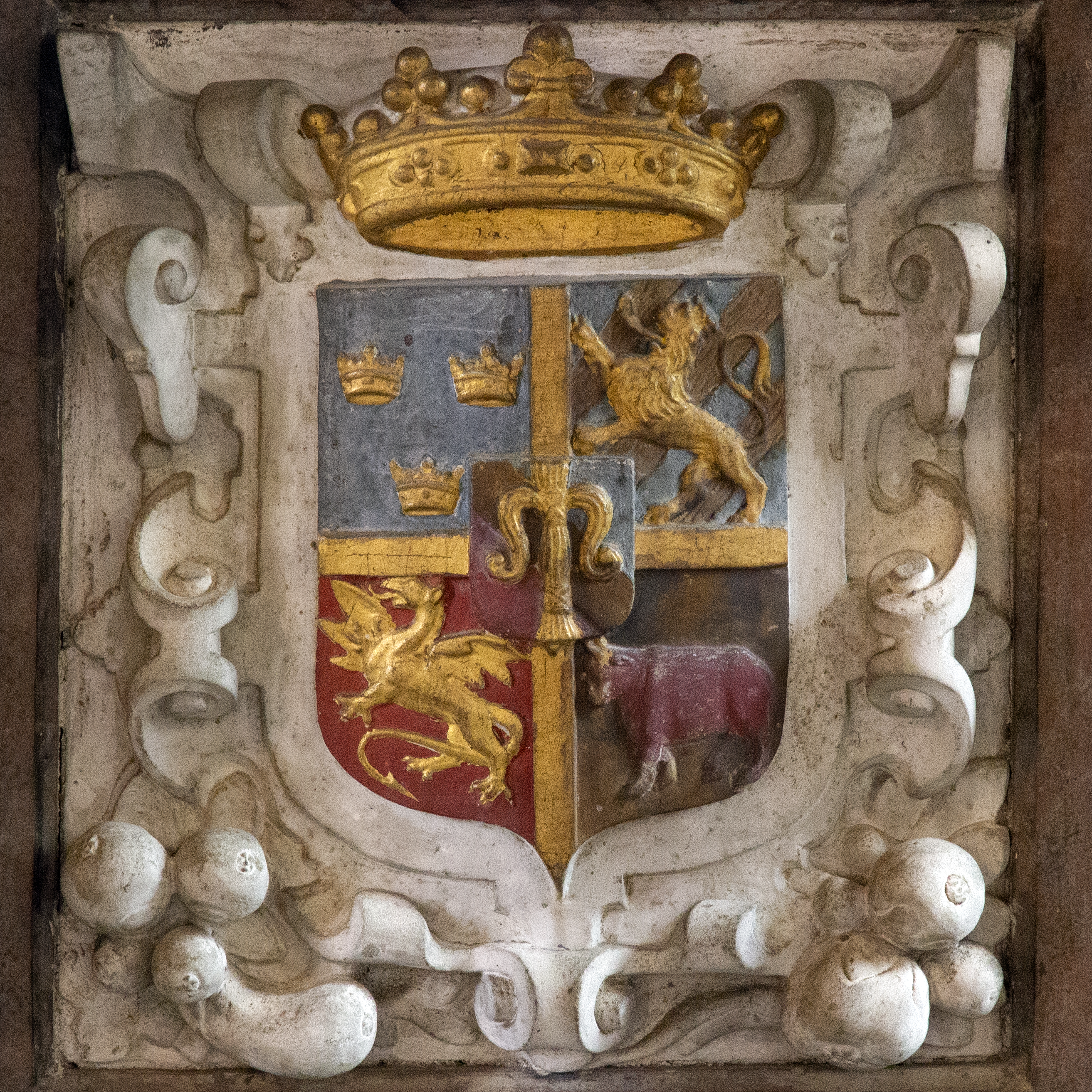
Magnus vapensköld på graven i Vadstena.

### Tidiga år
Av Gustav Vasas söner överlevde fyra till vuxen ålder och av dessa var Magnus den ende som inte blev kung av Sverige. År 1555 utnämndes han till hertig av Östergötland, Kindas och Ydre härader i dåvarande Småland, landskapet Dalsland, Sundbo härad i Närke, Kåkind, Valla och större delen av Vadsbo härad i Västergötland.

### Sinnessjukdom
Magnus led av en sinnessjukdom som visade sina första tecken 1562-63 och som senare blev permanent. På sommaren 1563 skickade brodern Erik till honom sin läkare, som ansåg att sjukdomen – såsom Erik berättade för brodern – kom "därav att Eders Kärlighet är ensam och haver ingen, den Eders Kärlighet kan sig med vederkvicka, det Vi också med Oss själve väl besinna". Magnus friade vid denna tid till Maria Stuart i Skottland, och Erik uttalade förhoppningen att brodern skulle få "behagliga besked" från henne. Men när svaret kom, på hösten samma år, var det ett nej, inlindat i vackra och svävande ordalag.
Dessförinnan hade dock Magnus tillfrisknat, men sommaren 1564 insjuknade han igen. Även detta år blev det dock bättre fram på hösten. Under vintern inbjöd Erik sin bror att komma till Stockholm och "fördriva sin svaghet genom glädje och lust". Magnus kom också, och livet i den nya miljön gjorde honom gott; men det var förgäves att hoppas på någon varaktig förbättring. Snart fördjupades sinnessjukdomen.
Efter en tid manifesterades hertigens vansinne genom våldsamma utbrott, vilket ledde till att han ibland måste hållas inspärrad. Samtida handlingar berättar exempelvis om en av hans drabanter som begär befrielse från sina plikter eftersom han i hertigens "stora svaghet blivit av honom ofta illa slagen och trakterad och är därav vorden en lemlästad man". Där finns också en utgiftspost från år 1568 för en fältskär som vårdat en av hertigens väktare, "som min Nådige Furste haver slagit", och från samma tid är en utgift för lagning av "en biblia och en postilla, som Hans furstliga Nåde haver sönderrivit".
På grund av Magnus sinnessjukdom förvaltades hans hertigdöme från 1574 av kung Johan III. En mindre del av Magnus förläningar tillföll hertig Karl. När Johan tog över ansvaret för Magnus skrev han till broderns vårdare att behandla honom på ett värdigt sätt. Han hade hört, skriver han, att de behandlade honom omilt och åt upp hans mat. Sådana handlingar förbjöd han bestämt. En tid senare utfärdade han en order till alla biskopar att över hela riket hålla bönemöten för hertigens tillfrisknande från sin psykiska sjukdom.
Tillståndet tycktes dock vara hopplöst. I ett brev till systern Anna skriver Johan på våren 1570 att Magnus "haver mist allt sitt förnuft och minne, så att Hans Kärlighet av ingen ting vet, ej heller minnes, vad som H. K:t talat eller gjort haver eller för H. K:t sagt bliver". Inte heller kom Magnus ihåg någonting av vad som skett den sista tiden, enligt brevet.
Magnus största residens var Vadstena slott, som ombyggdes från fästning till palats för hans räkning. Vadstena kloster förde under hans tid en tynande efterreformatorisk tillvaro med mycket få nunnor. Enligt en notering av den påvliga legaten Antonio Possevino ska Magnus vid ett tillfälle ha fört bort tre unga kvinnor till slottet och låtit mörda dem, och även styrt ut helgonbilder i klostret i löjliga dräkter. Detta ska enligt Possevino ha skett innan sinnessjukdomen bröt ut, och han tolkade den som ett straff för uppträdandet. Lars-Olof Larsson ifrågasätter därför sanningshalten i notisen.

### Död
Magnus ägde även Kungs Norrby vid Motala ström samt Kungsbro vid strömmens utlopp i sjön Roxen och det var på det senare herresätet som han avled 1595. På våren detta år började hans krafter att hastigt mattas, och han blev allt mer sängbunden. I hans omgivning satte man det i samband med ett gammalt bråck som blivit förvärrat. Hertig Karl, som i likhet med sina bröder ägnade stor omsorg om den sjuke, gjorde allt för att skaffa honom läkarhjälp. Men det fanns ingenting att göra.
Magnus stoft bars i kortege till Vadstena och jordfästes i Klosterkyrkan. Enligt en tradition hängdes hans kista i kedjor för att undvika besök av spindlar.

## Förbindelser
Flera gånger var det fråga om att Magnus skulle gifta sig, men det blev aldrig av. I stället inledde han tidigt ett förhållande med en tysk kvinna, Valborg Eriksdotter, som själv brukade benämna sig "Walborg, min nådige furste hertig Magni frilla". Med henne hade han dottern Lucretia, som blev gift med en tysk adelsman och stammoder för svenska adelsätten Wernstedt. Valborg Eriksdotter efterträddes som älskarinna av en annan tysk dam, Anna von Haubitz. Med henne fick hertigen också en dotter, Helena, som förmäldes med hertig Karls hovmarskalk och blev stammoder för den adliga ätten Yxkull.

## Personlighet
Liksom sin far och bröder var Magnus mycket musikalisk, och i tonernas värld fann han tröst både under friska dagar och i de mörka stunderna av svårmod och sinnesförvirring. Utöver detta njöt han av jaktpartier på Omberg och andra områden rika på vilt, samt av fiske i Motala ström och Roxen. Kägel- och bollspel hörde också till hans mer omtyckta förströelser.
Hertig Magnus hade en tydlig folklig läggning. Han ordnade gärna gästabud för folk ur borgerliga kretsar och accepterade med glädje inbjudningar till deras hem där hertigen, som var den längsta av Gustav Vasas söner, var en välkommen gäst.

## Sägner och balladtexter
Magnus sjukdomstillstånd och hans omvittnade musikaliska begåvning har givit upphov till ett stort antal sägner och balladtexter, med tonvikt på hans kontakter med sagoväsen som "havsfrun" och älvor.
Det finns en rad historier om Magnus från hans tid på Vadstena slott. En av de mest kända berättar om hur han från sitt fönster ska ha sett en sjöjungfru i slottets vallgrav och att han ska ha kastat sig ner i hennes armar. Han ska då ha varit närapå att drunkna. Berättelsen kan inte bevisas historiskt, men kan ha sin grund i en händelse när han inspekterade byggnationen av slottets vindbrygga, då han ska ha fallit i vallgraven. Berättelsen har gett inspiration till bland annat Clas Livijns lyriska drama Hafsfrun och Ivar Hallströms operett Hertig Magnus och sjöjungfrun, samt Ernst Josephsons dikt "Hertig Magnus", tonsatt av Jean Sibelius.
Enligt en annan sägen ska orsaken till hertig Magnus sinnessjukdom ha varit att han kommit i älvefärd, "där en fager ungmö bjöd honom till dans med snövit hand" och med underskön sång lockade honom till dörren av sin sal i älvohögen. Men just i samma ögonblick, som han skulle träda in, gol hanen. Då var förtrollningens makt bruten och hertigen räddad. Men förståndet var borta.

## Barn
Med frilla: Valborg Eriksdotter: 
1. Virginia Magnusdotter (1560—ca 1572?)
2. Lucretia Magnusdotter (Gyllenhielm) (1562—1624) gm. Christoffer von Warnstedt

Med frilla: Anna von Haubitz
1. Helena Gyllenhielm (1572—1630) gm. Wollmar Yxkull

## Släktträd
|                           |                           |                           |                           |                                             |                                             |                                             |                                             | Gustaf I                                    | Gustaf I                                    | Gustaf I             | Gustaf I             | Gustaf I             | Gustaf I             |                        |                        |                        |                        |                        |                        | Margareta Leijonhufvud | Margareta Leijonhufvud | Margareta Leijonhufvud | Margareta Leijonhufvud | Margareta Leijonhufvud                           | Margareta Leijonhufvud                           |                                                  |                                                  |                                                  |                                                  |                |                |                |                |
|                           |                           |                           |                           |                                             |                                             |                                             |                                             | Gustaf I                                    | Gustaf I                                    | Gustaf I             | Gustaf I             | Gustaf I             | Gustaf I             |                        |                        |                        |                        |                        |                        | Margareta Leijonhufvud | Margareta Leijonhufvud | Margareta Leijonhufvud | Margareta Leijonhufvud | Margareta Leijonhufvud                           | Margareta Leijonhufvud                           |                                                  |                                                  |                                                  |                                                  |                |                |                |                |
|                           |                           |                           |                           |                                             |                                             |                                             |                                             |                                             |                                             |                      |                      |                      |                      |                        |                        |                        |                        |                        |                        |                        |                        |                        |                        |                                                  |                                                  |                                                  |                                                  |                                                  |                                                  |                |                |                |                |
|                           |                           |                           |                           |                                             |                                             | Valborg Eriksdotter                         | Valborg Eriksdotter                         | Valborg Eriksdotter                         | Valborg Eriksdotter                         | Valborg Eriksdotter  | Valborg Eriksdotter  |                      |                      | Magnus av Östergötland | Magnus av Östergötland | Magnus av Östergötland | Magnus av Östergötland | Magnus av Östergötland | Magnus av Östergötland |                        |                        | Anna von Haubitz       | Anna von Haubitz       | Anna von Haubitz                                 | Anna von Haubitz                                 | Anna von Haubitz                                 | Anna von Haubitz                                 |                                                  |                                                  |                |                |                |                |
|                           |                           |                           |                           |                                             |                                             | Valborg Eriksdotter                         | Valborg Eriksdotter                         | Valborg Eriksdotter                         | Valborg Eriksdotter                         | Valborg Eriksdotter  | Valborg Eriksdotter  |                      |                      | Magnus av Östergötland | Magnus av Östergötland | Magnus av Östergötland | Magnus av Östergötland | Magnus av Östergötland | Magnus av Östergötland |                        |                        | Anna von Haubitz       | Anna von Haubitz       | Anna von Haubitz                                 | Anna von Haubitz                                 | Anna von Haubitz                                 | Anna von Haubitz                                 |                                                  |                                                  |                |                |                |                |
|                           |                           |                           |                           |                                             |                                             |                                             |                                             |                                             |                                             |                      |                      |                      |                      |                        |                        |                        |                        |                        |                        |                        |                        |                        |                        |                                                  |                                                  |                                                  |                                                  |                                                  |                                                  |                |                |                |                |
| Christoffer von Wernstedt | Christoffer von Wernstedt | Christoffer von Wernstedt | Christoffer von Wernstedt | Christoffer von Wernstedt                   | Christoffer von Wernstedt                   |                                             |                                             | Lucretia Gyllenhielm                        | Lucretia Gyllenhielm                        | Lucretia Gyllenhielm | Lucretia Gyllenhielm | Lucretia Gyllenhielm | Lucretia Gyllenhielm |                        |                        |                        |                        |                        |                        | Helena Gyllenhielm     | Helena Gyllenhielm     | Helena Gyllenhielm     | Helena Gyllenhielm     | Helena Gyllenhielm                               | Helena Gyllenhielm                               |                                                  |                                                  | Wollmar Yxkull                                   | Wollmar Yxkull                                   | Wollmar Yxkull | Wollmar Yxkull | Wollmar Yxkull | Wollmar Yxkull |
| Christoffer von Wernstedt | Christoffer von Wernstedt | Christoffer von Wernstedt | Christoffer von Wernstedt | Christoffer von Wernstedt                   | Christoffer von Wernstedt                   |                                             |                                             | Lucretia Gyllenhielm                        | Lucretia Gyllenhielm                        | Lucretia Gyllenhielm | Lucretia Gyllenhielm | Lucretia Gyllenhielm | Lucretia Gyllenhielm |                        |                        |                        |                        |                        |                        | Helena Gyllenhielm     | Helena Gyllenhielm     | Helena Gyllenhielm     | Helena Gyllenhielm     | Helena Gyllenhielm                               | Helena Gyllenhielm                               |                                                  |                                                  | Wollmar Yxkull                                   | Wollmar Yxkull                                   | Wollmar Yxkull | Wollmar Yxkull | Wollmar Yxkull | Wollmar Yxkull |
|                           |                           |                           |                           |                                             |                                             |                                             |                                             |                                             |                                             |                      |                      |                      |                      |                        |                        |                        |                        |                        |                        |                        |                        |                        |                        |                                                  |                                                  |                                                  |                                                  |                                                  |                                                  |                |                |                |                |
|                           |                           |                           |                           | Melcher Wernstedt Ätten von Wernstedt nr 78 | Melcher Wernstedt Ätten von Wernstedt nr 78 | Melcher Wernstedt Ätten von Wernstedt nr 78 | Melcher Wernstedt Ätten von Wernstedt nr 78 | Melcher Wernstedt Ätten von Wernstedt nr 78 | Melcher Wernstedt Ätten von Wernstedt nr 78 |                      |                      |                      |                      |                        |                        |                        |                        |                        |                        |                        |                        |                        |                        | Didrik Yxkull Ätten Meijendorff von Yxkull nr 74 | Didrik Yxkull Ätten Meijendorff von Yxkull nr 74 | Didrik Yxkull Ätten Meijendorff von Yxkull nr 74 | Didrik Yxkull Ätten Meijendorff von Yxkull nr 74 | Didrik Yxkull Ätten Meijendorff von Yxkull nr 74 | Didrik Yxkull Ätten Meijendorff von Yxkull nr 74 |                |                |                |                |